# Пчела майка
Пчелата майка е единствената полово развита женска пчела в пчелното семейство, способна да снася оплодени яйца.

## Външен вид
Пчелата майка доста се различава по размери и форма от останалите пчели в семейството. Тя също притежава жило, но не жили хора. Единствената му роля е с него да убие други майки, развиващи се в маточниците.
Дължината на тялото варира при различните породи, но тя е в рамките на 20 – 25 мм. Теглото също е различно. Неоплодена майка тежи 150 – 220 мг, а теглото на вече оплодена е 180 – 325 мг. Ежедневно майката снася 1000 – 2000 яйца, като броят им за сезон е в рамките на 150 – 200 хиляди. Обикновено сумарното тегло на ежедневно снесените яйца при една млада майка надхвърля самото ѝ тегло. За да компенсира тази разлика, тя бива редовно хранена от пчели с маточно млечице.

## Развитие
Пчелата майка се развива от оплодено яйце подобно на пчелите работнички. Пълният цикъл от снасянето на яйцето до имаго продължава 16 дни.
3 дни след снасянето му от него се излюпва ларвата. За разлика от пчелата работничка, бъдещата майка започва да се храни с маточно млечице. То се различава по състав от пчелното млечице и се отделя от глътъчните и горночелюстните жлези на пчелите кърмачки. Този период на кърмене на ларвата продължава 5 – 6 дни. След това развитието преминава в стадия на предкакавида за 2 дни и още 6 дни в стадия на същинска какавида. Обикновено майката може да живее 6 – 7 г., но първите 2 г. от нейния живот са най-продуктивни.
След това тя бива убита от пчеларя или самите работнички, защото започва да снася неоплодени търтееви яйца. Веднага след смъртта ѝ пчелите започват да хранят някои вече излюпени ларви с маточно млечице, за да се превърнат в майки. Това обикновено са тридневни ларви, които преди това са хранени с пчелно млечице и няма да бъдат пълноценни майки в бъдеще. Такива майки се наричат свищеви. Обикновено първите запечатани маточници на свищеви майки трябва да се разрушат от пчеларя, за да се заложат нови с ларви, които са хранени с маточно млечице от първия ден след излюпването.

## Значение
Пчелата майка изпълнява две основни функции в пчелното семейство: да снася яйца и да крепи целостта му. От горночелюстните ѝ жлези се отделя вещество, с което пчелите се обединяват и чувстват присъствието на майката в семейството.
Обикновено 3 – 5 дни след излюпването ѝ пчелата напуска за пръв и единствен път кошера с цел да бъде оплодена. Това става в слънчеви и тихи дни високо във въздуха. При невъзможност да излети поради лошо време повече от 25 – 40 дни, младата майка става негодна за оплождане.
Оплождането става от 8 – 10 търтея. Половите им органи се откъсват от коремчето и остават във влагалището, а самият търтей умира. Този процес се нарича още облитане. При полета има голяма вероятност майката да бъде изядена от птици. Тя започва да снася 3 – 4 дни след оплождането. При нормални условия майката снася яйца от края на януари до средата или края на октомври.